# Paris (Nueva York)
París es un pueblo situado en el Condado de Oneida, Nueva York, Estados Unidos. Según el censo de 2000, el pueblo tiene una población total de 4.609 habitantes. Se le dio este nombre al pueblo en honor de su primer benefactor, el coronel Isaac Paris.
La Town of Paris se encuentra situada en la parte Sureste del condado.

## Historia
El pueblo se fundó en 1792 formando parte del pueblo de Whitestown.

## Geografía
La línea Este del pueblo es la línea limítrofe de condado de Herkimer.
De acuerdo con el censo de los Estados Unidos de América, el pueblo tiene un área total de 81.5 km² (31.5 mi²). 81.4 km² (31.4 mi²) son de tierra y el 0.03% es agua.

## Demografía
Según el censo del 2000, hay 4,609 personas, 1,714 propietarios de casa, y 1,273 familias residiendo en el pueblo. La densidad de población es de 56.6/km² (146.6/mi²). Hay 1,806 viviendas con una densidad promedio de 22.2/km² (57.4/mi²). El porcentaje racial es de 98.31% Blancos, 0.35% Afroamericanos, 0.07% Nativoamericano, 0.22% Asiáticos, 0.02% de las Islas del Pacífico, 0.20% de otras razas, 0.85% de dos o más razas, y el 0.54% de la población Hispanos o Latino de cualquier raza.
Hay 1,714 propietarios de casa de los cuales 38.4% tienen niños por debajo de los 18 viviendo con ellos, 60.3% son pareja viviendo juntos, 9.3% tienen de propietario a una mujer sin marido presente, y un 25.7% no son familias. 22.2% de los propietarios son personas solas y un 9.7% son personas solas de 65 años o mayor. El promedio de inquilinos es de 2.68 y el promedio de miembros por familia es de 3.15.
En el pueblo la edad está repartida 27.3% por debajo de 18 años, 7.1% de 18 a 24 años, 28.0% de 25 a 44, 25.6% de 45 a 64, y 12.0% que tienen 65 años o mayores. La edad media es de 39 años. Por cada 100 mujeres hay 97.0 hombres. Por cada 100 mujeres de 18 años o mayores, hay 97.2 hombres.
Los ingresos medios para un residente en el pueblo son de $41,571, y los ingresos medios por familia son de $50,379. Los Hombres tienen un promedio $35,867 contra $26,315 para las mujeres. El ingreso per cápita para el pueblo es de $18,446. 7.3% de la población y 6.0% de las familias se encuentran por debajo de la línea de pobreza. Del total de la población, 9.7% de estos por debajo de los 18 años y 3.6% de estos de 65 años y mayores están viviendo por debajo de la línea de pobreza.

## Comunidades y lugares en París
- Cassville --
- Clayville -- La población de Clayville está en la parte Sureste de la ciudad.
- Greens Crossing --
- Ludlow Corners --
- Paris Hill --
- Paris Station --
- Richfield Junction --
- Sauquoit -- En esta zona en la parte Norte de la ciudad se encuentra el Ayuntamiento.